# بندر نیگاتا

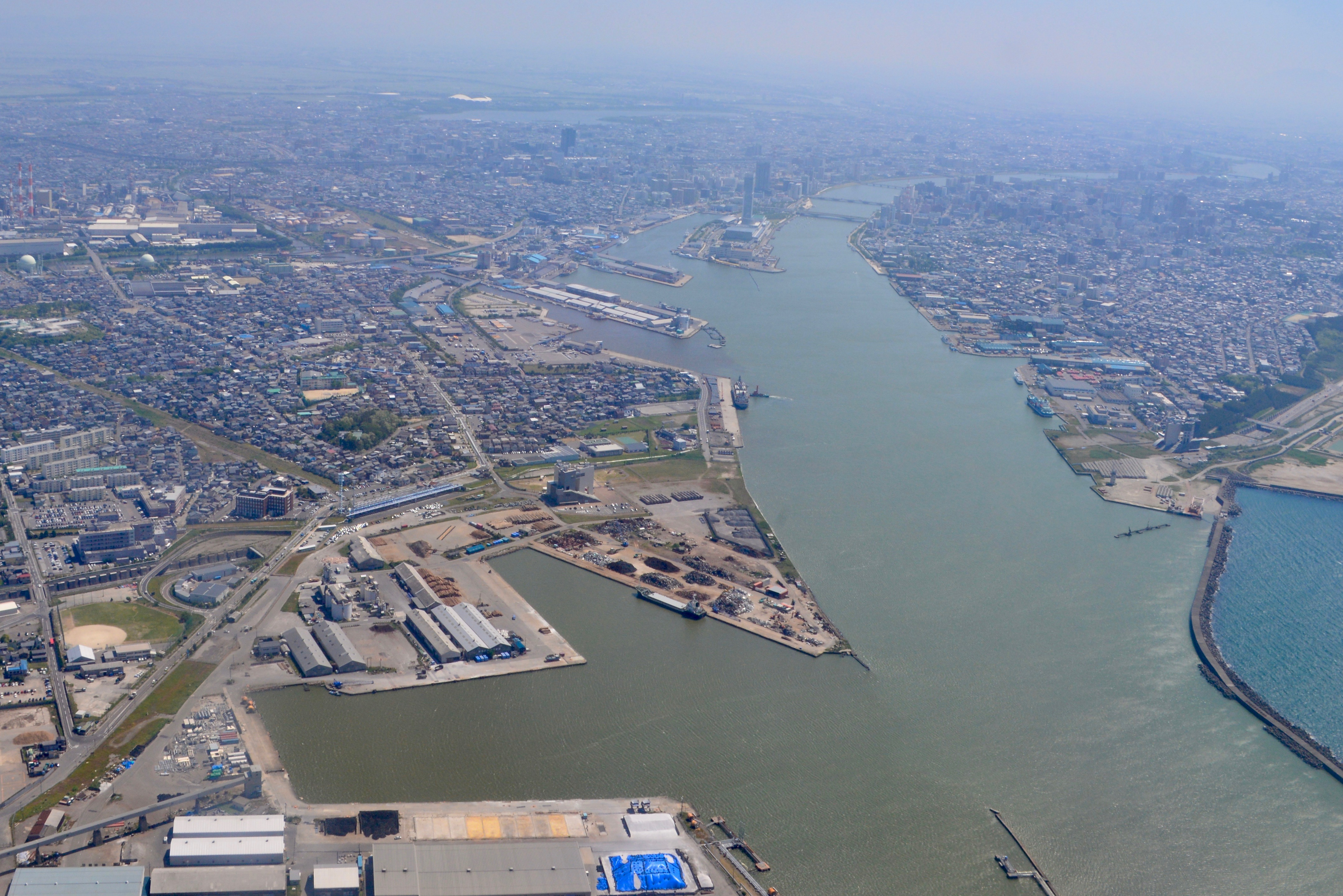
بندر نیگاتا

بندر نیگاتا (به ژاپنی: 新潟港 にいがたこう) یکی از بنادر اصلی ژاپن است که در استان نیگاتا شهر نیگاتا، واقع شده‌است.